# Pałac w Łyntupach
Pałac Biszewskich w Łyntupach – pałac znajdujący się w Łyntupach na Białorusi, wchodzący w skład zespołu pałacowo-parkowego, wybudowany dla Józefa Biszewskiego.

## Historia
Pod koniec XIX wieku Józef Biszewski rozpoczął budowę zespołu architektoniczno-parkowego według projektu znanego ówczesnego architekta Tadeusza Rostworowskiego. Budowa i urządzanie rodowej siedziby trwało do I wojny światowej. Najpierw powstał dwupiętrowy pałac w stylu włoskiej willi. Później założono park z rzadkimi okazami drzew, wykopano 3 stawy, które zostały połączone strumykami. Wyposażenie pałacu zostało rozgrabione podczas wojny, a i sam pałac w 1919 r. mocno ucierpiał na skutek pożaru. Po zakończeniu działań wojennych Józef Biszewski zabezpieczył ocalałe mury, jednak w okresie dwudziestolecia międzywojennego nie zdołał ich już odbudować. Na swoje mieszkanie przeznaczył więc stojącą w pobliżu oficynę. Zmarł w Wilnie w 1944 r., zostawiając po sobie pokaźną sumę i spory majątek. W budynku pałacowym po II wojnie światowej mieściła się szkoła średnia. Pałac został sprzedany przez państwo białoruskie prywatnemu właścicielowi. Obiekt jest w trakcie remontu (2020 r.).

## Architektura
Neorenesansowy pałac w stylu willi włoskiej stanowi centrum zespołu pałacowo-parkowego. Jest to budowla dwukondygnacyjna, na planie prostokąta, wzniesiona na wysokich suterenach. Pośrodku elewacji frontowej występuje szeroki portyk kolumnowy podtrzymujący balkon. Podobny wygląd ma elewacja ogrodowa. Pałac jest budowlą asymetryczną. Na jego lewym skrzydle znajduje się trójkondygnacyjna czworoboczna wieża, a na prawym, przy elewacji szczytowej - półkolisty ryzalit, ozdobiony pilastrami, dźwigający takiegoż kształtu balkon. W wystroju elewacji wykorzystano boniowanie pokrywające parter i narożniki budowli, ozdobne nadokienniki i zębaty gzyms. Przed domem znajduje się szeroki taras z balustradą i schodami wiodącymi nad brzeg stawu. Zachowały się także zabudowania zespołu dworskiego: oficyna z czterokolumnowym portykiem, kaplica, trójłukowy most, neogotycka okrągła wieża-wędzarnia ze spiczastym dachem, browar i inne zabudowania gospodarcze. 
Zespół otacza park krajobrazowo-regularny o powierzchni ok. 6 ha, z systemem stawów, z których największy, w kształcie prostokąta, rozpościera się przed frontem pałacu.

### Galeria

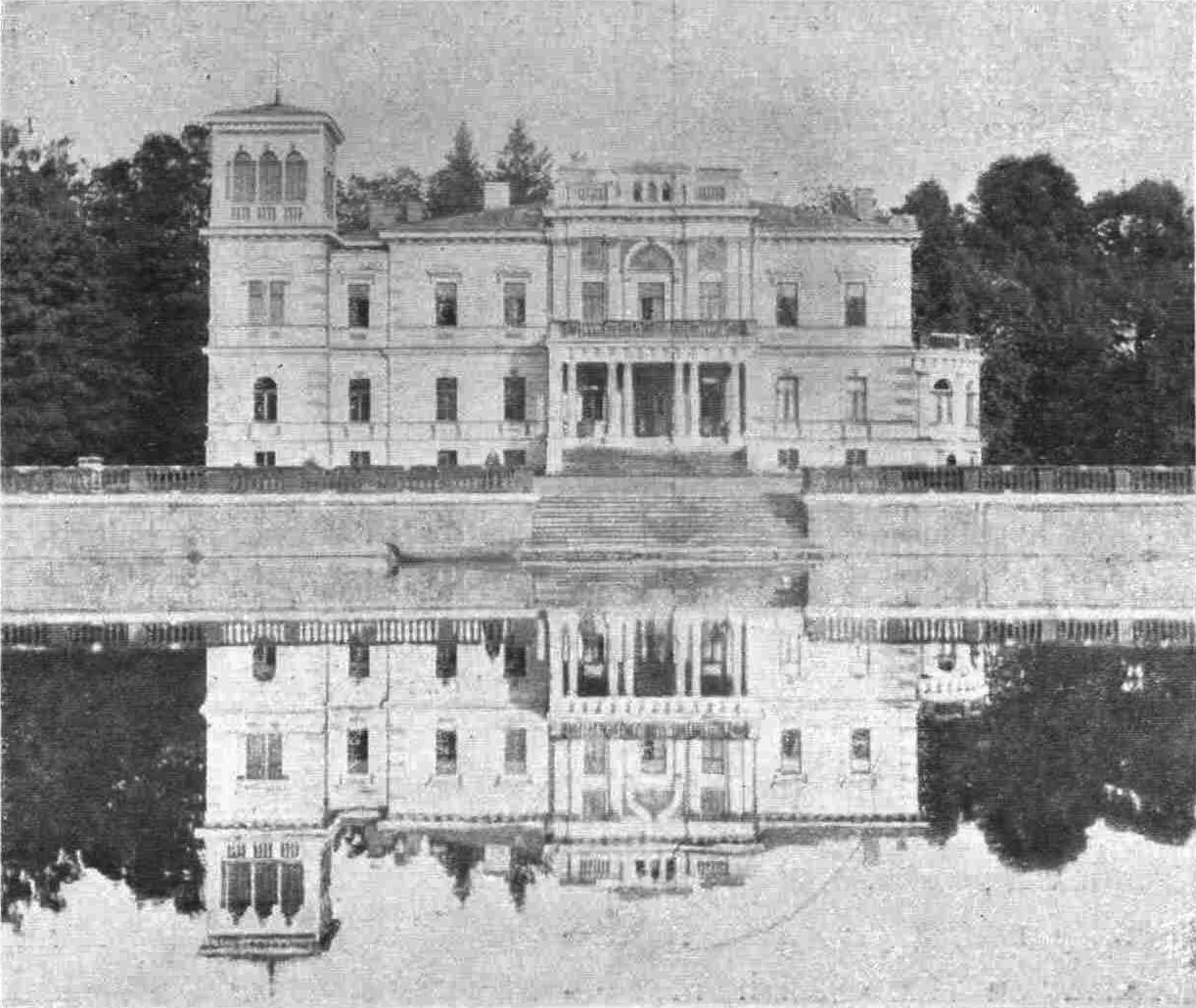
Pałac w 1910 roku
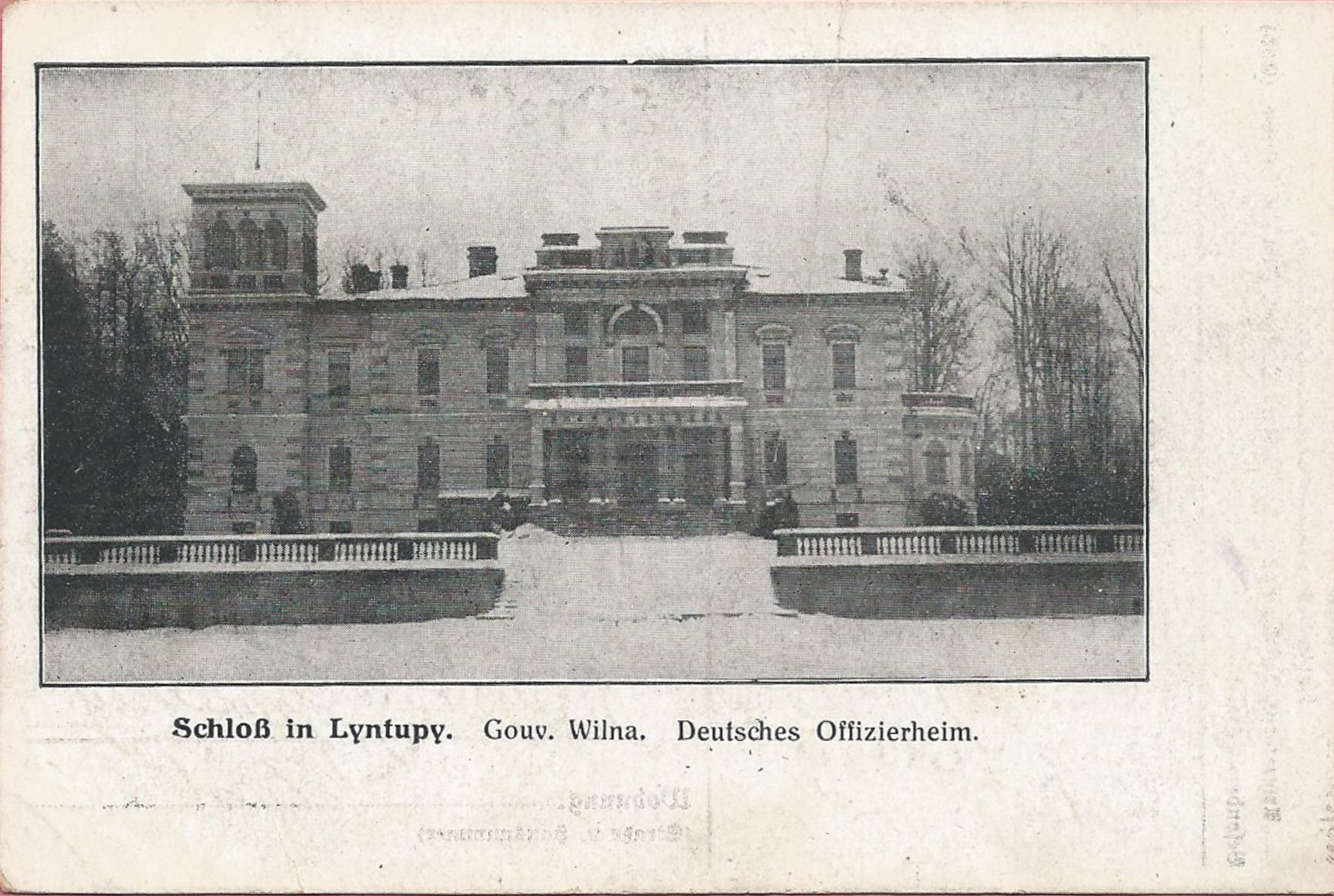
Pałac w 1915 roku
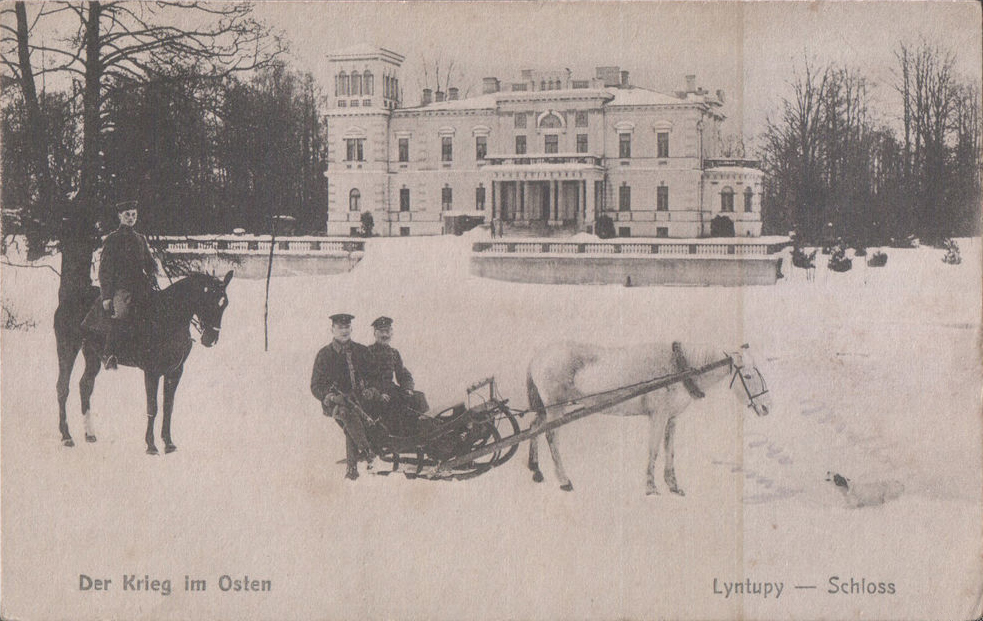
Pałac w 1916 roku
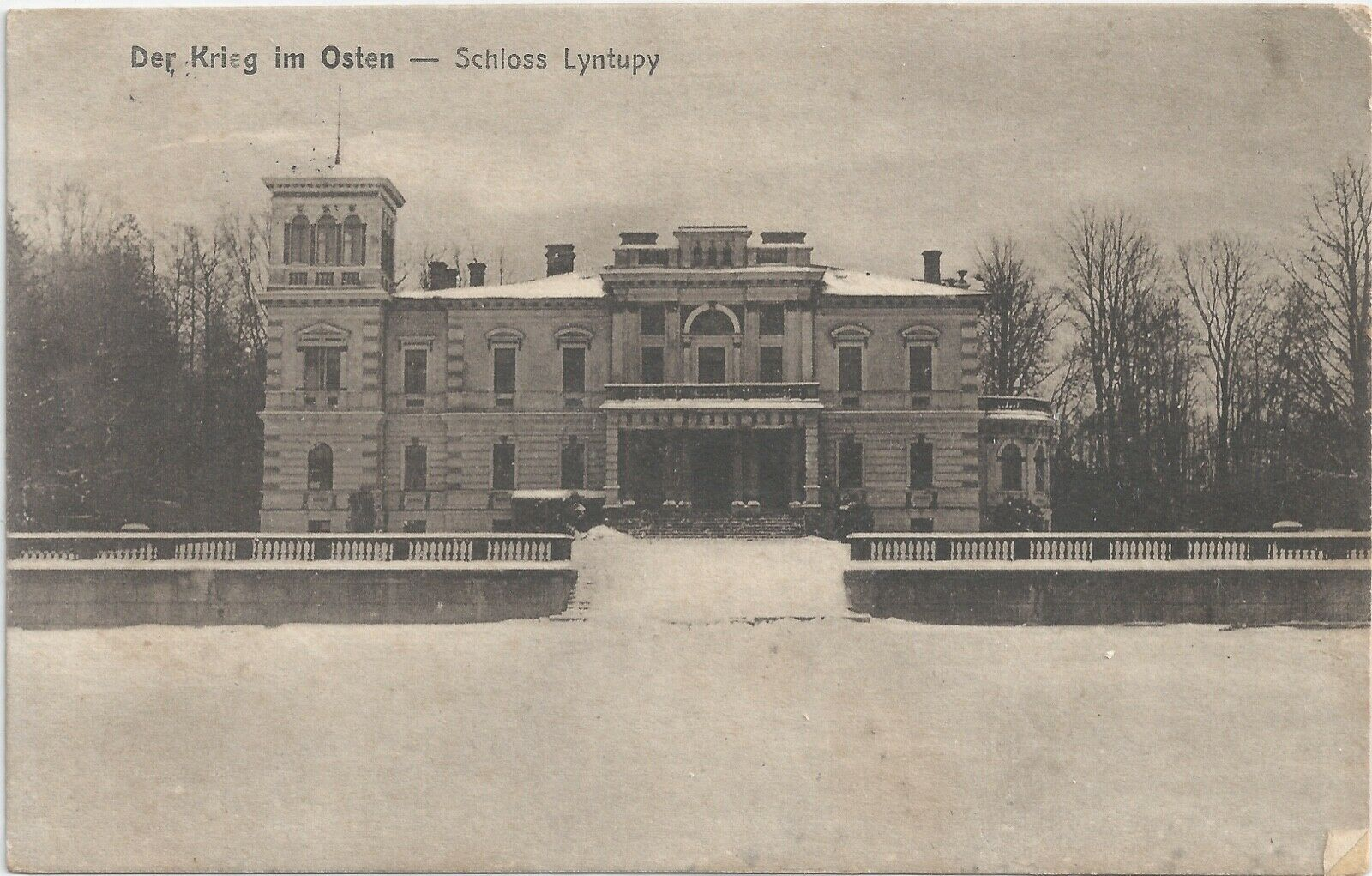
Pałac w okresie I wojny światowej
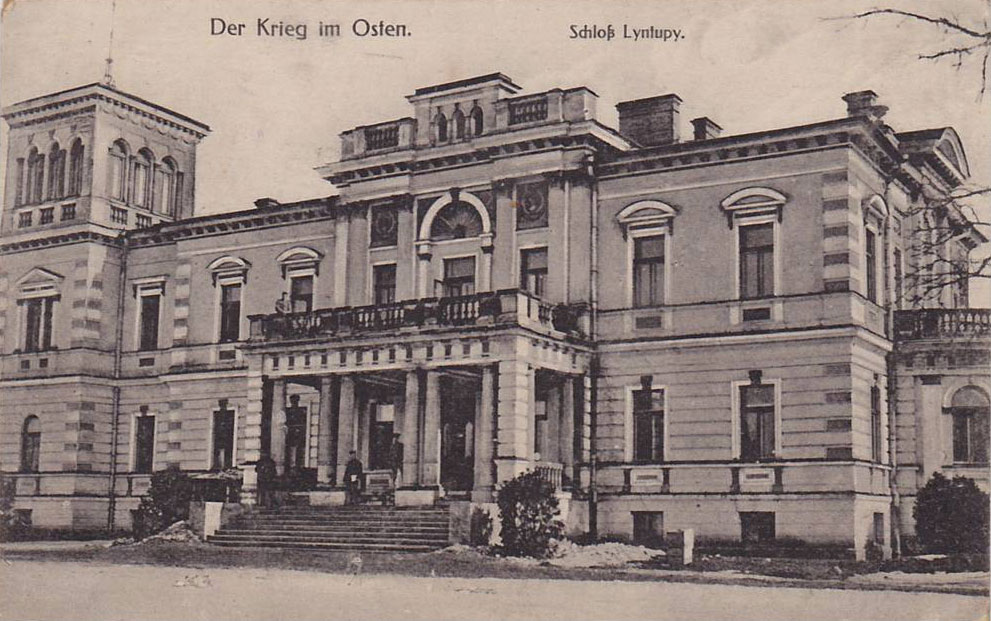
Pałac w 1917 roku